# 塔乌宫
塔乌宫（法語：Palais du Tau）位于法国兰斯，曾是兰斯总主教的宫殿，毗邻兰斯主教座堂。历史上，法国国王在兰斯主教座堂加冕之前，在塔乌宫居住、换装。加冕仪式后，又在此举行宴会。宫殿的名称来源于希腊字母Τ，因为其平面为T形。
1991年，塔乌宫与兰斯主教座堂、原圣勒弥爵隐修院一同被列为世界遗产，每年吸引约100,000名游客。